# التهاب عصبي
الالتهاب العصبي هو التهاب النسيج العصبي. يتطور الالتهاب العصبي كاستجابة للعديد من الإشارات، بما في ذلك العدوى، أو الإصابة الدماغية الرضية، أو المستقلبات السامة أو المناعة الذاتية. في الجهاز العصبي المركزي (سي إن إس)، بما فيه الدماغ والنخاع الشوكي، تمثل الخلايا الدبقية الصغيرة الخلايا المناعية الفطرية المنشطة عند الاستجابة لهذه الإشارات. يُعد الجهاز العصبي المركزي عادة موقعًا متميزًا مناعيًا نتيجة الحاجز الدموي الدماغي (بي بي بي)، بنية متخصصة مكونة من الخلايا النجمية والبطانية، الذي يحظر عمومًا دخول الخلايا المناعية المحيطية. مع ذلك، قد تتمكن الخلايا المناعية المحيطية المنتشرة من اختراق الحاجز الدموي الدماغي المضعف والوصول إلى العصبونات والخلايا الدبقية المسؤولة عن التعبير عن جزيئات معقد التوافق النسيجي الكبير، ما يؤدي إلى الاستمرار الدائم للاستجابة المناعية. على الرغم من بدء هذه الاستجابة بهدف حماية الجهاز العصبي المركزي من العامل المعدي، قد يكون التأثير سامًا وقد يؤدي إلى انتشار الالتهاب بالإضافة إلى هجرة المزيد من كريات الدم البيض عبر الحاجز الدموي الدماغي.

## الاستجابة المناعية العصبية

### الخلايا الدبقية
تُصنف الخلايا الدبقية الصغيرة باعتبارها الخلايا المناعية الفطرية للجهاز العصبي المركزي. تعمل الخلايا الدبقية الصغيرة على مسح جميع أنحاء بيئتها، إلى جانب تغيير مورفولوجيتها بشكل كبير بهدف الاستجابة للإصابات العصبية. يتسم التهاب الدماغ الحاد نموذجيًا بالتنشيط السريع للخلايا الدبقية الصغيرة. خلال فترة التنشيط هذه، لا تظهر أي استجابة مناعية محيطية. مع ذلك، تسبب الالتهابات المزمنة مع مرور الوقت تدهور النسيج والحاجز الدموي الدماغي. خلال هذه الفترة، توّلد الخلايا الدبقية الصغيرة مركبات الأكسجين التفاعلية وتحرر إشارات محفزة لعمل الخلايا المناعية المحيطية من أجل تكوين استجابة التهابية.
تُعتبر الخلايا النجمية أكثر أنواع الخلايا الدبقية غزارة في الدماغ. تتولى هذه الخلايا مسؤولية الحفاظ على العصبونات ودعمها، وتشكل عنصرًا هامًا للحاجز الدموي الدماغي. بعد حدوث أذية دماغية، مثل إصابة الدماغ الرضية، قد تصبح الخلايا النجمية منشطة كاستجابة للإشارات التي تحررها العصبونات المصابة أو الخلايا الدبقية الصغيرة المنشطة. تبدأ الخلايا النجمية بمجرد تنشيطها في تحرير عوامل النمو المختلفة والخضوع للتغييرات المورفولوجية. على سبيل المثال، تشكل الخلايا النجمية بعد الإصابة الندبة الدبقية المكونة من نسيج البروتيوغليكان المعيق للتجدد المحواري. مع ذلك، لم تظهر الدراسات الأحدث عدم وجود آثار ضارة للندبة الدبقية فحسب، بل اعتُبرت مفيدة للتجدد المحواري.

### السيتوكينات
تمثل السيتوكينات إحدى فئات البروتينات المسؤولة عن تنظيم الالتهاب، وتأشير الخلية وعمليات الخلايا المختلفة مثل النمو والبقاء. تُعتبر الكيموكينات بدورها مجموعة فرعية من السيتوكينات مسؤولة عن هجرة الخلية، مثل جذب الخلايا المناعية إلى موقع العدوى أو الإصابة. تنتج السيتوكينات والكيموكينات عن عدد متنوع من خلايا الدماغ، مثل الخلايا الدبقية الصغيرة، والخلايا النجمية، والخلايا البطانية الغشائية وغيرها من الخلايا الدبقية. من الجانب الفيزيولوجي، تعمل الكيموكينات والسيتوكينات كمعدلات عصبية مسؤولة عن تنظيم الالتهاب والتطور. في الدماغ السليم، تفرز الخلايا السيتوكينات بهدف إنتاج بيئة التهابية موضعية لتنشيط الخلايا الدبقية الصغيرة والتخلص من العدوى أو الإصابة. مع ذلك، تحرر الخلايا السيتوكينات والكيموكينات بشكل مستمر في الالتهاب العصبي، ما قد يضعف الحاجز الدموي الدماغي. تُستدعى الخلايا المناعية المحيطية إلى موقع الإصابة عبر هذه السيتوكينات ما يؤدي إلى إمكانية عبورها الحاجز الدموي الدماغي الضعيف والوصول إلى الدماغ. تشمل السيتوكينات الشائعة الناتجة كاستجابة للإصابة الدماغية كلًا مما يلي: إنترلوكين 6 (آي إل – 6)، الذي ينتج خلال الدباق النجمي، وإنترلوكين 1 بيتا (آي إل – 1 β) وعامل نخر الورم ألفا (تي إن إف – α)، الذي يستطيع تحفيز سمية الخلايا العصبونية. على الرغم من إمكانية تسبب السيتوكينات المحرضة للالتهاب في الموت الخلوي والتلف النسيجي الثانوي، إلا أنها ضرورية لإصلاح النسج التالفة. على سبيل المثال، يسبب « تي إن إف – α» السمية العصبية في مراحل مبكرة من الالتهاب العصبي، لكنه يساهم في النمو النسيجي في مراحل لاحقة من الالتهاب.

## دوره في أمراض التحلل العصبي

### مرض آلزهايمر
ترافق مرض آلزهايمر (إيه دي) على مر التاريخ مع سمتين مميزتين: التشابك اللييفي العصبي ولويحات ببتيد بيتا النشواني. يتكون التشابك اللييفي العصبي من تراكمات بروتين تاو غير القابلة للذوبان، بينما تتشكل لويحات ببتيد بيتا النشواني من الرواسب خارج الخلوية لبروتين ببتيد بيتا النشواني. يتجاوز التفكير الحالي في علم الأمراض الخاص بمرض آلزهايمر هاتين السمتين النموذجتين ليشمل الالتهاب العصبي كجزء هام من التحلل العصبي في مرض آلزهايمر. لُوحظ وجود الخلايا الدبقية الصغيرة المنشطة بكثرة عند دراسة أدمغة مرضى آلزهايمر بعد الوفاة. يقترح التوجه الحالي عدم قدرة الخلايا الدبقية الصغيرة الالتهابية المنشطة بالسيتوكين على بلعمة ببتيد بيتا النشواني، ما قد يساهم في تراكم اللويحات بدلًا من إزالتها. بالإضافة إلى ذلك، يرتفع السيتوكين الالتهابي «آي إل – 1 β» لدى مرضى آلزهايمر ويرتبط مع انخفاض السينابتوفيسين والخسارة المشبكية المترتبة. تتمثل إحدى الأدلة الأخرى على ارتباط الالتهاب بتطور مرض آلزهايمر في انخفاض نسبة إصابة الأشخاص الذين يتعاطون مضادات الالتهاب اللاستيرويدية (إن سيد) بانتظام بمرض آلزهايمر في مراحل لاحقة من حياتهم. أظهرت العلامات الالتهابية المرتفعة ارتباطًا مع شيخوخة الدماغ المتسارعة، ما من شأنه تفسير الارتباط بالتحلل العصبي في مناطق الدماغ المرتبطة بمرض آلزهايمر.

### مرض باركنسون
تشمل الفرضية السائدة لتطور مرض باركنسون الالتهاب العصبي كعنصر رئيسي. تنص هذه الفرضية على تطور المرحلة 1 من مرض باركنسون في الأمعاء، إذ تستند في ذلك إلى بدء عدد كبير من الحالات بالإمساك. تلعب الاستجابة الالتهابية في الأمعاء دورًا في تراكم ألفا-ساينوكلين (α - إس واي إن) وخلل تطويه، الذي يمثل إحدى سمات علم الأمراض الخاص بمرض باركنسون. عند وجود توازن بين البكتيريا النافعة والضارة في الأمعاء، قد تبقى البكتيريا محتواة في الأمعاء. مع ذلك، قد يؤدي اختلال الميكروبيوم ما بين البكتيريا النافعة والضارة إلى أمعاء «مسربة»، ما يسبب استجابة التهابية. تساهم هذه الاستجابة في سوء تطوي «α - إس واي إن» ونقله عبر العصبونات، إذ يستمر البروتين في السير وصولًا إلى الجهاز العصبي المركزي. يُعتبر جذع الدماغ منطقة معرضة للالتهاب، ما من شأنه تفسير المرحلة 2، بما في ذلك اضطرابات النوم والاكتئاب. في المرحلة 3 من الفرضية، يصل تأثير الالتهاب إلى المادة السوداء، والخلايا المنتجة للدوبامين في الدماغ، ما يحفز بدء العجز الحركي المميز لمرض باركنسون. تشمل المرحلة 4 من مرض باركنسون العجز الناتج عن الالتهاب في مناطق الدماغ الرئيسية المسؤولة عن تنظيم الوظائف التنفيذية والذاكرة. تتمثل إحدى الأدلة الداعمة للفرضية في إظهار مرضى المرحلة 3 (العجز الحركي) التهابًا عصبيًا في القشرة المخية على الرغم من عدم حدوث عجز معرفي لديهم. يشير هذا إلى كون الالتهاب العصبي علامة منذرة بحدوث العجز الملاحظ في مرض باركنسون.

### التصلب المتعدد
يُعد التصلب المتعدد المرض العصبي المسبب للإعاقة الأكثر شيوعًا لدى اليافعين. يتسم المرض بزوال الميالين والتحلل العصبي، ما يساهم في حدوث الأعراض الشائعة للعجز المعرفي، وضعف الأطراف والإعياء. تعطل السيتوكينات الالتهابية في التصلب المتعدد الحاجز الدموي الدماغي سامحةً بهجرة الخلايا المناعية المحيطية إلى داخل الجهاز العصبي المركزي. بعد هجرتها إلى الجهاز العصبي المركزي، تنتج الخلايا البائية والخلايا البلازمية الأجسام المضادة ضد غمد الميالين العازل للعصبونات، ما يتسبب في تراجع الميالين وإبطاء التوصيل في العصبونات. بالإضافة إلى ذلك، قد تدخل الخلايا التائية عبر الحاجز الدموي الدماغي وتُنشط بواسطة الخلايا المقدمة للمستضد الموجودة محليًا ما يؤدي إلى مهاجمتها غمد الميالين. يتسبب هذا في نفس التأثير المؤدي إلى تراجع الميالين وإبطاء التوصيل. مثل أمراض التحلل العصبي الأخرى، تنتج الخلايا الدبقية الصغيرة المنشطة السيتوكينات الالتهابية المساهمة في انتشار الالتهاب. من المثبت أيضًا تأثير تثبيط الخلايا الدبقية الصغيرة الخافض لشدة التصلب المتعدد.